# 片瀬西浜・鵠沼海水浴場

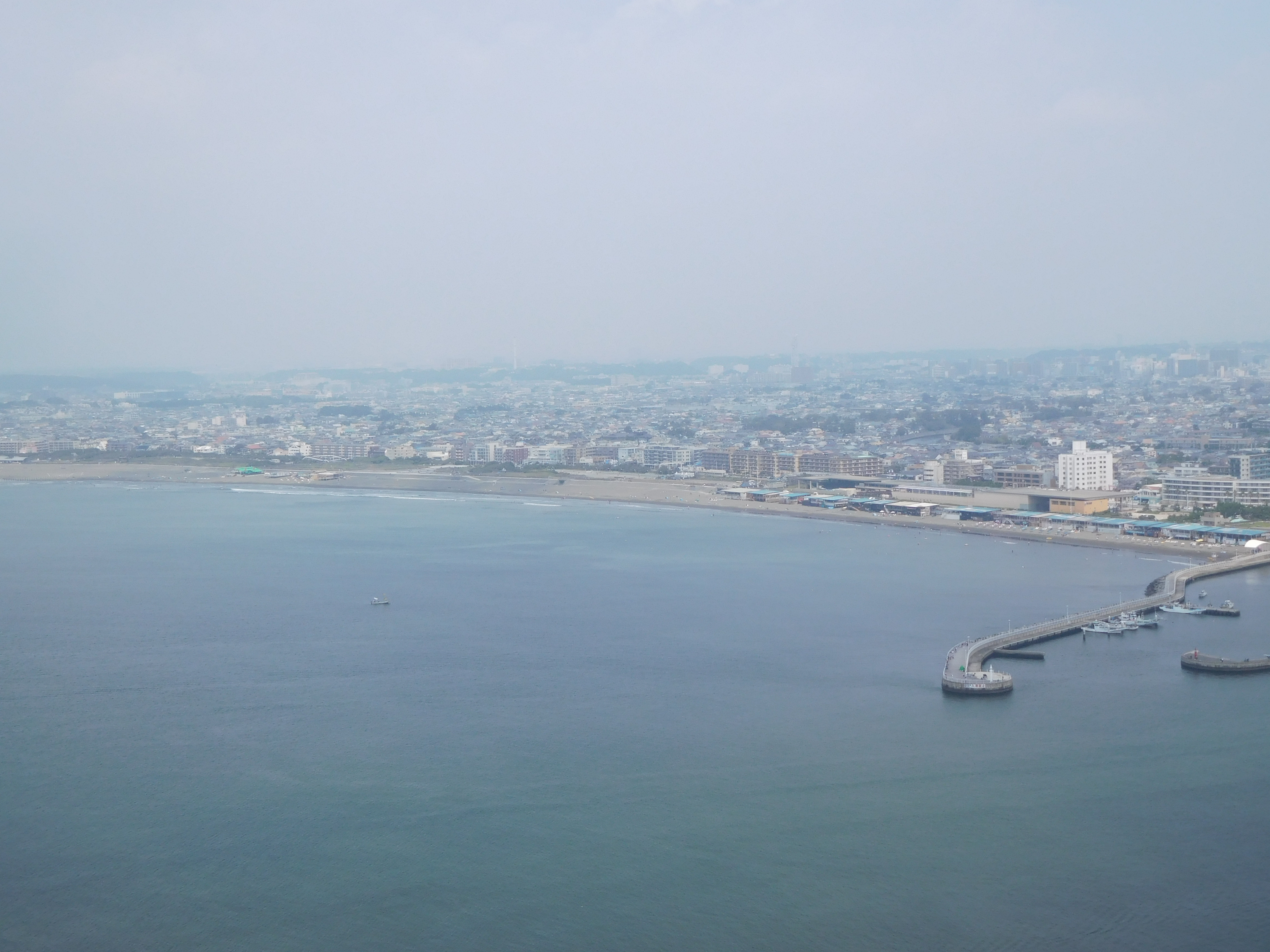
片瀬西浜海水浴場（江の島展望灯台から）

片瀬西浜海水浴場 （かたせにしはまかいすいよくじょう）は、神奈川県藤沢市片瀬海岸二丁目・三丁目、鵠沼海岸一丁目・二丁目先の県有地にある日本最大の集客力を持つ海水浴場である。

## 概要
藤沢市南部の境川河口から引地川河口までの長さ1,020m、奥行き平均150mの遠浅で弧状の砂浜にある海水浴場。年間来客数は300万人以上で日本最大である。西半の鵠沼海岸海水浴場の歴史は古く、1886年（明治19年）に開設されたが、東半の片瀬西浜海水浴場は1947年（昭和22年）以降に開設された。1956年（昭和31年）、片瀬西浜・鵠沼海岸両海水浴場を統合した「江の島海水浴場協同組合」が創立されて以来、一続きの海水浴場として発展してきた。東隣の片瀬東浜海水浴場より若干波が荒く、日本におけるサーフィン発祥の地とされる。海水浴シーズンは、海水浴場区域内でのサーフィンは禁止されている。その他、禁止行為はバーベキュー・キャンプ・個人的な花火・水上オートバイ。
7月1日の海開きから8月いっぱい午前8:00～午後5:00開設され、26軒（2008年度）の「海の家」が建ち並ぶ。トイレは8か所に設けられている。その他、飲食店15軒、売店10軒（海浜用品販売等）、貸し浮き輪・ボート・パラソル・サマーベッド等の店28軒が出店する（2008年度）。安全管理は「西浜サーフライフセービングクラブ」が主に担当する。海岸の美化に関しては、1990年代以降財団法人かながわ海岸美化財団の調整のもと、各種団体によるビーチクリーンのボランティア活動が活発化し、機械力も導入されている。一方、環境省の水浴場水質検査では「B」（可）と判定され、不適ではないものの、あまり好ましい結果ではない。サンオイルを落とさずに海に入る不心得な人々が後を絶たない。

## 歴史

### 鵠沼海岸海水浴場の誕生と発展
明治中期までは海岸一帯は地曳き網の漁場があったのみで、無人地帯だった。江戸時代、幕府の相州炮術調練場（鉄炮場）だったからである。1887年（明治20年）の鉄道開通を見越して、地元有力者の手で海岸の開発が企てられた。1886年（明治19年）7月18日、腰越の漢方医三留栄三の提唱で「鵠沼海岸海水浴場」が開設される。ところが、海水浴場開きの当日、三留医師は飲酒後に海に入り、急死したという。海水浴客受け入れのために旅館「鵠沼館」が開業し、数年の間に「対江館」、「東屋」も開業した。また、鵠沼南部の農家の中には、貸別荘風の家作を建てるものも現れた。1901年（明治34年）夏に、画家=川合玉堂が対江館に来遊し、『清風涼波』の絵巻を制作した。これにより、明治時代の海水浴の風俗を知ることができる。一方、この頃鵠沼で少女時代を送った小説家内藤千代子は、海水浴場の賑わいと「板子乗り」の楽しさを描いている。1902年（明治35年）9月1日、江ノ島電氣鐵道が開通し、鵠沼海岸別荘地の開発が本格化すると共に、海水浴場へのアクセスも改善された。しかし、明治、大正期の海水浴は、旅館や別荘に滞在するのが一般的だった。

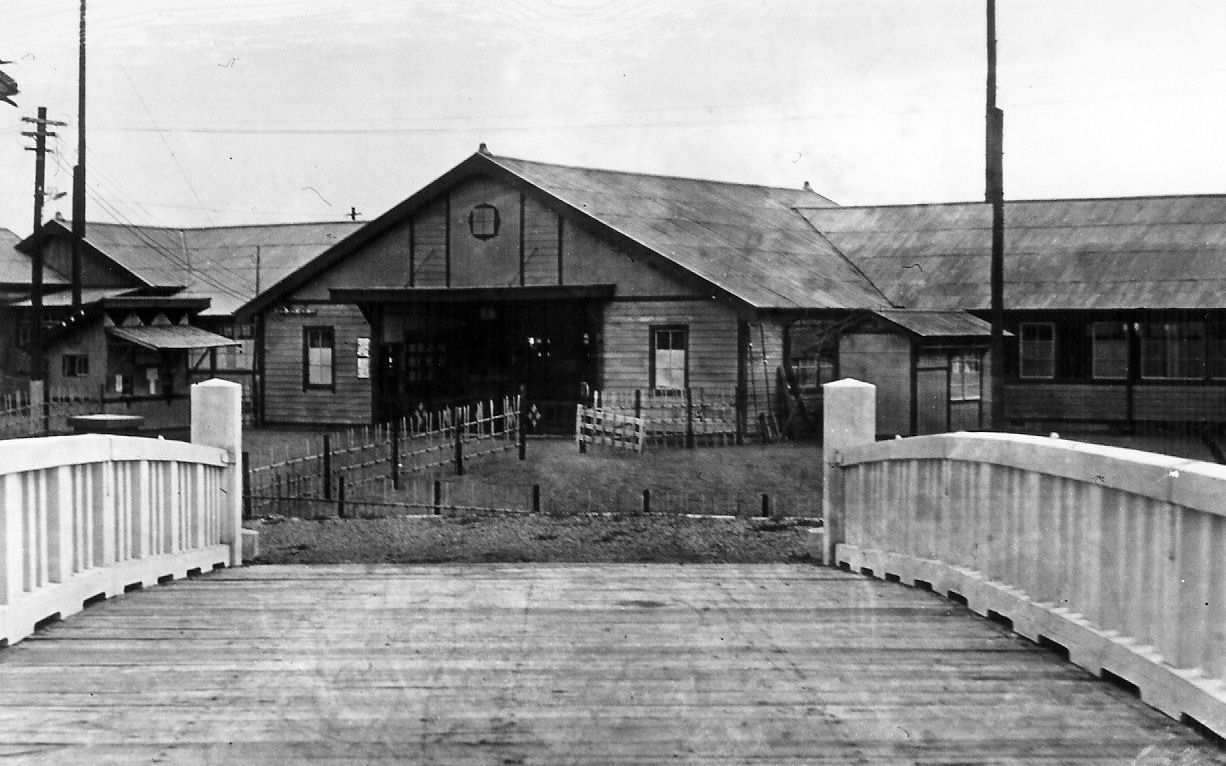
引地川片帆橋と鉄道省海の家

1923年（大正12年）9月1日の大正関東地震（関東大震災）による地盤の隆起は鵠沼海岸で約90cmと想定され、大幅な海退により砂浜の面積が拡がった。震災復興期、現在の鵠沼海岸一丁目先の砂浜に「安全プール」と称する海水プールが開業し、芥川龍之介が游泳する姿を小説家今井達夫が記録している。砂浜の面積拡大は飛砂の被害をもたらし、1928年（昭和3年）、湘南海岸一帯に神奈川県の御大典記念事業として「魚附砂防林」のクロマツの植林が始められた。1929年（昭和4年）4月1日 、小田急江ノ島線が開通。鵠沼海岸駅・片瀬江ノ島駅が開業した。この年、神奈川県知事に就任した山県治郎は、湘南海岸一帯の国際観光地化を目論み、県営湘南水道、神奈川県道片瀬大磯線（「湘南海岸公園道路」通称「湘南遊歩道」と呼ばれる。現在の国道134号）の敷設、引地川の河川改修などが次々に具体化した。1931年（昭和6年）7月27日、藤沢町の働きかけで鵠沼海水浴場に恒久建物の「鉄道省海の家」が開かれた。また、藤沢駅と海の家を結ぶバス路線も開通した。1935年（昭和10年）7月27日、湘南遊歩道（湘南大橋を除く区間）が開通した。この頃まで、引地川の下流部は東に向かい、河口は高座郡・鎌倉郡の郡境付近にあった。すなわち、鵠沼海岸海水浴場は引地川の右岸にあったが、河川改修により現在の位置に切り替えられた。1938年（昭和13年）7月、 引地川の右岸に県立鵠沼プール（後の鵠沼プールガーデン）開場、藤沢町に管理が委託された。また、鉄道省海の家はこの年限りで閉鎖された。1944年（昭和19年）8月5日、鵠沼海岸での海水浴は警察・町内会長の許可を得た地元市民に限られるという時代になるが、小田急開通以来、日帰りの海水浴が普通になり、鵠沼海岸海水浴場は藤沢唯一の海水浴場として関東地方を代表する存在に発展した。安全管理は地元青年団の奉仕活動として行われていた。

### 片瀬西浜海水浴場、鵠沼海岸海水浴場並立時代
1947年（昭和22年）4月1日、鎌倉郡片瀬町は藤沢市へ編入合併される。このことにより、藤沢市は江の島を擁する観光都市に発展し、片瀬西浜と鵠沼を一体化して開発する基盤ができた。それまで、片瀬の海水浴場は東浜に限られ、西浜には海水浴場はなく、単なる地曳き網漁場だった。後背地の境川右岸にはほとんど人家も宿泊施設もなかったからである。1948年（昭和23年）夏、戦争中休止していた藤沢市営プール（後の鵠沼プールガーデン）が再開、小中学校の水泳指導でも盛んに用いられた。一方、片瀬西浜が本格的に海水浴場として整備され始めたのはこの年からとされる。組合が結成されたのは1950年（昭和25年）である。
1951年（昭和26年）、朝鮮戦争が山場を越すと、神奈川県北部の米軍施設から休日になると米兵たちが浜辺でバーベキューやサーフィンを楽しむためにジープで乗り付けるようになり、地元では「GIビーチ」と呼ぶようになった。彼らがこの海岸を「マイアミ」と呼んだことから、後に藤沢市が「東洋のマイアミ」として売り出すきっかけになったと伝えられる。また、彼らをまねて手製のサーフボードに乗る地元少年も現れた。また、同年5月1日、江ノ島電鉄により、西浜に江ノ島自動車駐車場（現江ノ電駐車センター）が営業を開始し、観光地開発のきっかけを与えた。片瀬西浜にも「海の家」が建ち並ぶようになり、交通アクセスの便がよいことと、観光地江の島の入口に当たることから、たちまち人気の海水浴場に発展した。
戦後、鵠沼海岸海水浴場は市営の手を離れ、地元鵠沼海岸の商店街「鵠栄会」の手にゆだねられていたが、1953年（昭和28年）8月28日の鵠沼海岸花火大会を最後に「鵠栄会」の手から離れることになった。ここに、引地川右岸にあった鵠沼海岸海水浴場は一旦消滅するのである。
1954年（昭和29年）5月21日、神奈川県は「湘南海岸公園都市計画事業」を決定、「特許方式」という民間事業を導入した公立公園建設に着手した。手始めに同年7月1日、日活資本の「江の島水族館」が、日本における近代的私設水族館の第1号として誕生した。（以降の経緯は湘南海岸公園を参照）。

### 片瀬西浜海水浴場、鵠沼を合併
1956年（昭和31年）、片瀬西浜海水浴場は、鵠沼までを統合した「江の島海水浴場協同組合」を創立し、同海水浴場の警備員たちは、赤十字救急法救急員の資格を取得したライフセーバーが監視・救助活動を始めた。
1957年（昭和32年）、藤沢市は片瀬･鵠沼地区の海岸を「東洋のマイアミ」として売り出す。さらに、1959年（昭和34年）3月5日 、藤沢市議会は藤沢市とマイアミビーチ市との姉妹都市関係締結を議決。「東洋のマイアミ」から「東洋のマイアミビーチ」と改称した。
1961年（昭和36年）4月1日、 鵠沼海浜公園（引地川右岸）を供用開始し、同年7月21日、鵠沼海浜公園の藤沢市営鵠沼プールの経営を、小田急電鉄が引き継いで全面的に改良し、鵠沼プールガーデンとして開場した。
1963年（昭和38年）、 江の島海水浴場協同組合の監視員は、活動を充実させるため「湘南ライフガードクラブ」（現在名「西浜サーフライフセービングクラブ」）として組織化、日本初のライフガード組織として先進地のオーストラリアやハワイからノウハウを学び、活動するようになった。
1964年（昭和39年）、江の島が東京オリンピックのヨット競技会場に選ばれたのを機に、自動車橋が島を結び、この前後は片瀬の海水浴場来客数は500万人を遙かに超え、日本一の海水浴場の名をほしいままにしていたが、1969年（昭和44年）には湘南海岸で大腸菌騒動が起こり、来客数は200万人を割るまで激減した。
1990年（平成2年）4月28日 - 10月10日、神奈川県主導のイベント「サーフ'90」開催され、これを機に湘南海岸公園のかさ上げ、再整備が実施された。1992年（平成4年）、県立湘南海岸公園に西部の拠点施設「サーフビレッジ」が完成、ライフセービングの通年活動の拠点となり、1995年（平成7年）には藤沢市がサーフビレッジ前の砂浜に「湘南鵠沼常設コート」を設置、以来、日本におけるビーチスポーツの拠点に位置づけられるようになった（詳細は鵠沼海岸が発展のきっかけとなったビーチスポーツ を参照）。
2004年（平成16年）、新江ノ島水族館がリニューアルしてグランドオープンし、湘南海岸公園の再整備は完成した。同年夏には片瀬西浜・鵠沼海水浴場の来客数は360万人を突破し、日本一の海水浴場に返り咲いた。以後も年間300万人台を維持し続けている。
因みに、2位は片瀬東浜海水浴場の100万人前後、3位は由比ガ浜海水浴場の94万人、4位は須磨海水浴場（兵庫県）の65万人弱、5位は三浦海岸海水浴場の60万人と、ベスト5のうち神奈川県内の海水浴場が4を占めている。

## 行事
- 7月1日 - 海開き
- 7月海の日 - ビーチバレー海の日記念大会（湘南鵠沼常設コート）
- 7月中旬 - 湘南江の島海の女王＆海の王子コンテスト（片瀬海岸西浜特設ステージ）
- 7月中旬 - 湘南龍の口灯籠流しと納涼花火（境川河口）
- 8月第1火曜日 - 江の島花火大会（片瀬海岸西浜）
- 8月上中旬 - ビーチバレー湘南（湘南鵠沼常設コート）
- 8月中旬 - ビーチバレージャパン（湘南鵠沼常設コート）
その他、片瀬海岸西浜特設ステージや各海の家を会場に、音楽やお笑いなどのライブが随時行われる。
これら7月1日から8月31日までの間に行われる行事を「江の島マイアミビーチ・ショー」という。

## アクセス
- 新宿駅方面から小田急江ノ島線
  - 　片瀬江ノ島駅から徒歩数分で西浜海岸。
  - 　鵠沼海岸駅から徒歩十数分で鵠沼海岸。
- 藤沢駅又は鎌倉駅から江ノ島電鉄線
  - 　湘南海岸公園駅あるいは江ノ島駅から徒歩十数分で西浜海岸。
- 大船駅から湘南モノレール
  - 　湘南江の島駅から徒歩十数分で西浜海岸。
- バス利用
  - 　数系統あるが、本数が少なく、渋滞に巻き込まれやすい。
- 自家用車利用
  - 　鎌倉あるいは平塚方面から -　国道134号
  - 　町田･藤沢方面から -　国道467号
  - 　藤沢方面から -　藤沢市道鵠沼海岸線（鵠沼新道）
駐車場は各所にあるが、夏季の休日には満杯になる。

## その他
- 1935年（昭和10年）7月17日 - 聶耳（中国の青年作曲家。後に中華人民共和国の国歌となる「義勇軍進行曲」を作曲）が鵠沼海岸で遊泳中に水死した。
- 湘南海岸公園には1954年（昭和29年）11月1日に藤沢市民有志により山口文象デザインの耳の字をかたどった記念碑と秋田雨雀撰、豐道春海筆の碑文が建てられ、李徳全（中国紅十字会代表）による除幕式が行われた。この碑は1958年（昭和33年）の台風22号（狩野川台風）により破損したため、1965年（昭和40年）に再建され、郭沫若の揮毫による「聶耳終焉之地」の記念碑が建てられて9月18日に再建除幕式が行われた。さらに1986年（昭和61年）に没後50周年記念事業として聶耳記念広場が整備され、菅沼五郎によるレリーフと藤沢市長葉山峻の解説碑が建てられた。なお、藤沢市と昆明市は聶耳の生没地の縁で、1981年（昭和56年）に友好都市提携を結んでいる。
- 1941年（昭和16年）7月、大政翼賛会藤沢支部が結成され、引地川河口近くに大政翼賛会鵠沼道場が設置された。同年10月、日本文学報国会のメンバー中山義秀・菊池寛・吉川英治・福田正夫らは鵠沼海岸での禊ぎ錬成に参加した。この鵠沼道場に翌々年、鵠沼伏見稲荷神社が祀られることになる。
- 1985年（昭和60年）夏、人気芸人のビートたけしが西浜にタレントショップ「元気がでるハウス」を開設し、人気を集めた。
- 2003年（平成15年）夏、人気歌手の浜崎あゆみが鵠沼海岸にバリ島風の外観を持つ海の家「レインボーハウス」を開設し、評判となった。

## 関連事項
- 日本の海水浴場一覧
- 鵠沼海岸
- 片瀬
- 湘南海岸公園
- 片瀬東浜海水浴場
- 東洋のマイアミビーチ